# Das Verhängnis der Liebe (Film)
Das Verhängnis der Liebe (portugiesischer Originaltitel: Amor der Perdição) ist ein Filmdrama des portugiesischen Regisseurs Manoel de Oliveira aus dem Jahr 1979. Im Vorjahr war er bereits als sechsteilige Miniserie unter dem Titel Amor der Perdição – Memórias de uma Família im portugiesischen Fernsehsender Rádio e Televisão de Portugal (RTP) gelaufen.
Es ist eine Verfilmung des Klassikers Amor der Perdição des portugiesischen Schriftstellers Camilo Castelo Branco, der bereits von zahlreichen Regisseuren seit der ersten Stummfilmadaption 1914 verfilmt wurde (u. a. Amor de Perdição (1943)) und auch danach noch mehrfach neu inszeniert wurde, darunter Um Amor de Perdição 2009 von Regisseur und Kameramann Mário Barroso.

## Handlung
Simão Botelho ist Student an der Universität Coimbra, als er sich unsterblich in Teresa de Albuquerque verliebt. Doch die Eltern von beiden lehnen ihre Beziehung ab. Teresas Cousin Baltasar Coutinho, dem sie versprochen ist, setzt erst recht alles daran, diese Liebe zu verhindern.
Doch Teresa besteht auf Simão und lehnt eine Heirat mit Baltasar ab. Ihr Vater will sie daraufhin in ein Kloster stecken. Mit Hilfe des treuen Schmiedes João da Cruz versucht Simão nun, Teresa zu befreien und mit ihr zusammenzukommen. Der Schmied weiß jedoch nicht, dass seine Tochter Mariana in Simão verliebt ist und zu allem bereit ist, um ihn für sich zu haben.
Die Intrigen und Machenschaften der Beteiligten nehmen nun immer stärker Fahrt auf, bis schließlich Baltasar den Tod findet und die Liebenden zusammenkommen.

## Produktion
Die Dreharbeiten fanden zwischen November 1976 und November 1977 statt, produziert wurde er gemeinsam von der damaligen Produktionsabteilung des Instituto Português de Cinema (heute ICA), dem Filmkollektiv Centro Português de Cinema, dem (damals noch staatlichen) Fernsehsender RTP, dem Filmkollektiv Cinequipa und der traditionsreichen Produktionsgesellschaft Tóbis Portuguesa, mit finanzieller Unterstützung durch die Gulbenkian-Stiftung.
Die vergleichsweise hohen Produktionskosten von 2,4 Mio. Escudos konnte nur durch die Beteiligung vieler Akteure aufgebracht werden. Der Fernsehsender RTP zeigte sich dabei besonders spendabel und erhielt dafür eine auf einen sechsteiligen Mehrteiler geschnittene Fernsehfassung. Grund für die breite Zusammenarbeit war die aufgekommene Hoffnung im portugiesischen Kino, mit diesem Projekt von Regisseur Manoel de Oliveira eine moderne und epochale Literaturverfilmung eines Klassikers der portugiesischen Literatur zu erhalten.
Als Filmmusik ist hier eine Interpretation der Sonata opus 5 von Georg Friedrich Händel zu hören.

## Fernsehserie
Der Film wurde in einer insgesamt 4 Stunden und 22 Minuten langen Fassung als Miniserie bei RTP1 ausgestrahlt, unter dem Titel Amor der Perdição – Memórias de uma Família. Die erste der sechs Folgen wurde im Abendprogramm am Sonntag, den 12. November 1978 gesendet. Auch die nächsten Folgen wurden dort jeweils Sonntagabends am 19. November, 26. November, 3. Dezember, 10. Dezember und am 17. Dezember 1978 gezeigt.

## Rezeption
Eine erste inoffizielle Premiere feierte der Film am 9. Dezember 1978, im Rahmen einer Manoel-de-Oliveira-Retrospektive im Spazio Uno im italienischen Florenz. In Portugal wurde er erstmals im September 1979 beim 7. Filmfestival von Figueira da Foz gezeigt. Seinen Kinostart hatte der Film am 13. Juni 1979 im Action République in Paris, in Portugal startete er am 24. November 1979 im Lissabonner Kino Quarteto. Bereits ab dem 12. November 1978 hatte die mitproduzierende RTP den Film als Serie ausgestrahlt.
Die Reaktion auf die Fernsehserie war zunächst verheerend, zu wenig passten die langen, starren und großen Einstellungen Oliveiras zum kleinen Bildschirm. Kritiker erhoben danach in den Feuilletons lautstark den Vorwurf, Oliveiras sei dem literarischen Wert der Vorlage nicht annähernd gerecht geworden. Nachdem später jedoch Paulo Branco den Film in Paris auf großer Kinoleinwand aufgeführt hatte, erreichten positive Filmkritiken aus Frankreich den Kulturbetrieb in Portugal, wo der Film kurz später ebenfalls ins Kino kam, nun positive Kritiken erhielt, und Oliveira jetzt gar als revolutionärer Filmkünstler gefeiert wurde.

„Die erzählerischen und visuellen Codes des Films spiegeln die Atmosphäre und Zwänge einer konservativen Gesellschaft, die der Liebe keinen Spielraum geben. Der langsame epische Erzählstil verlangt Geduld und Einfühlungsvermögen.“

Später wurde der Film mehrfach auf internationalen Filmfestivals gezeigt, etwa beim San Francisco International Film Festival am 12. Mai 1994, beim Internationalen Filmfestival Thessaloniki am 15. November 1999 oder auf dem Film Fest Gent am 21. Oktober 2021.